# George Costigan
George Costigan (Portsmouth, 8 augustus 1947) is een Brits acteur.

## Biografie
Costigan werd geboren in Portsmouth en groeide op in Salford. Hij doorliep de middelbare school aan de Worsley Wardley Grammar School in City of Salford.
Costigan begon in 1975 met acteren in de film Jenny Can't Work Any Faster, waarna hij nog meerdere rollen speelde in films en televisieseries. Naast zijn acteerwerk voor televisie speelt hij ook in plaatselijke theaters.
Costigan trouwde met zijn jeugdliefde voordat hij beroepsacteur werd, maar door zijn acteerambitie strandde dit huwelijk. In 1974 werd hij lid van het theatergezelschap van het Everyman Theatre in Liverpool, waar hij zijn huidige echtgenote leerde kennen, met wie hij drie zonen heeft. Hij bleef acht jaar lid.

## Filmografie

### Films
Uitgezonderd korte films.
- 2010 Hereafter - als peetvader
- 2010 The Arbor - als Jimmy 'The Wig'
- 2008 Hancock & Joan - als George
- 2007 Garage - als Dan
- 2007 The Good Samaritan - als Ralph Mayhew
- 2005 Frozen - als P.C. Pike
- 2003 Calendar Girls - als Eddie
- 2002 Stranded - als Quirk
- 2001 Love or Money - als Ted
- 2000 Paranoid - als Bryan
- 1998 The Tribe - als Micky
- 1998 Girls' Night - als Steve Wilkinson
- 1995 A Mind to Murder - als Robin Cheeseman
- 1993 The Hawk - als Stephen Marsh
- 1989 Monster Maker - als pastoor
- 1989 Shirley Valentine - als Dougie
- 1987 Rita, Sue and Bob Too! - als Bob
- 1986 Slip-Up - als Sargeant Jones
- 1984 The Life and Death of King John - als Philip de bastaard
- 1983 Red Monarch - als filmprojector bediener
- 1980 Bloody Kids - als schoolhoofd
- 1978 The Sailor's Return - als Harry Targett
- 1975 Jenny Can't Work Any Faster - als Brian

### Televisieseries
Uitgezonderd eenmalige gastrollen.
- 2023 The Power of Parker - als Dougie - 6 afl.
- 2023 Maryland - als Richard - 3 afl.
- 2014-2023 Happy Valley - als Nevison Gallagher - 13 afl.
- 2019-2022 Gentleman Jack - als James Holt - 7 afl.
- 2021 Line of Duty - als Ex-CS Patrick Fairbank - 4 afl.
- 2016 The Secret Agent - als Sir Ethelred - 3 afl.
- 2016 Line of Duty - als Patrick Fairbank - 3 afl.
- 2013 Scott & Bailey - als Joe Bevan - 3 afl.
- 2012 Homefront - als Howard Raveley - 6 afl.
- 2010 Emmerdale - als Charlie Haynes - 54 afl.
- 2010 A Touch of Frost - als Allen Moorhead - 2 afl.
- 2009 Unforgiven - als Eddie Ackroyd - 2 afl.
- 2006 See No Evil: The Moors Murders - als DCI Joe Mounsey - 2 afl.
- 2006 Casualty - als Stephen Gregory - 2 afl.
- 2006 Dalziel and Pascoe - als Barry Bendelow - 2 afl.
- 2004 The Long Firm - als DI George Mooney - 4 afl.
- 2001 Holby City - als James Campbell - 3 afl.
- 2000 The Bill - als Roxanne - 2 afl.
- 2000 City Central - als DI Jack Carter - 9 afl.
- 1994 Ruth Rendell Mysteries - als inspecteur Manciple - 3 afl.
- 1992-1994 So Haunt Me - als Pete Rokeby - 19 afl.
- 1991 Minder - als Billy - 2 afl.
- 1991 Chimera - als Schaffer - 3 afl.
- 1988-1990 London's Burning - als David / Michael (verkrachter) - 4 afl.
- 1990 Stolen - als Terry - 3 afl.
- 1988 The Beiderbecke Connection - als D.C. Ben - 4 afl.
- 1985 Connie - als Arnie - 13 afl.
- 1983 Widows - als Charlie - 4 afl.
- 1982 The Barchester Chronicles - als Tom Towers - 2 afl.
- 1982 Fame Is the Spur - als Tom Hannaway - 5 afl.

- Bibsys: 7009334
- Gemeinsame Normdatei: 173925421
- International Standard Name Identifier: 0000 0000 4182 2933
- Library of Congress Control Number: no98057721
- MusicBrainz: d62bb095-3a1b-4938-aa0f-5bf5222d4d09
- Nationale Bibliotheek van Polen: a0000002334387
- Nederlandse Thesaurus van Auteursnamen: 074039644
- Système universitaire de documentation: 182226719
- Virtual International Authority File: 63624333
- WorldCat: E39PBJjmRYtPjxKCkCqVmvRkDq